# یوری رومر
 یوری رومر (انگلیسی: Yuriy Rumer؛ زاده ۲۸ آوریل ۱۹۰۱ درگذشته ۱ فوریهٔ ۱۹۸۵) یک دانشمند اهل روسیه بود. 